# Itália nos Jogos Olímpicos de Verão de 1936
A Itália participou dos Jogos Olímpicos de Verão de 1936 em Berlim, na Alemanha.